# Благовещенский храм (Ташкент)
Благове́щенский храм — православный храм Ташкентской и Узбекистанской епархии Среднеазиатского митрополичьего округа Русской православной церкви, построенный в Ташкенте (Узбекистан) в 1899 году по проекту архитектора Г. М. Сваричевского. Снесён в 1920-х годах.

## История
Храм строился одновременно со зданием железнодорожного вокзала на привокзальной площади у северного моста через канал Салар. Строительство вёл А. И. Урсати. Был освящён 23 ноября 1899 года в честь праздника Благовещения Пресвятой Богородицы.  Образа иконостаса были написаны сёстрами московского Новодевичего монастыря. На колокольне было установлено восемь колоколов, самый большой из которых весил 6 тонн. В храме имелось электрическое освещение. Настоятелем был протоиерей Михаил Андреев.
После революции был закрыт. Снесён в 1920-е годы.